# Il passo (singolo)
Il passo è un singolo del rapper italiano MamboLosco, pubblicato il 24 aprile 2020 come secondo estratto dall'album in studio Caldo. Il brano ha visto la partecipazione del rapper Samurai Jay.

## Tracce
1. Il passo (feat. Samurai Jay) – 2:46

## Classifiche
| Classifica (2020) | Posizione massima |
| ----------------- | ----------------- |
| Italia            | 47                |